# Ípsilon del Lleó
Ípsilon del Lleó (υ Leonis) és un estel a la constel·lació del Lleó de magnitud aparent +4,31, la qual cosa la situa quinzena en lluentor dins de la seva constel·lació. S'hi troba a 181 anys llum de distància del sistema solar.

## Característiques físiques
Ípsilon del Lleó és una estrella gegant groga de tipus espectral G9III amb una temperatura efectiva d'entre 4.835 i 4.877 K. És 56 vegades més lluminosa que el Sol i, com la major part dels estels del nostre entorn, és un estel del disc fi. El seu radi és 11 vegades més gran que el radi solar i gira sobre si mateixa amb una velocitat de rotació projectada de 4,2 km/s. Té una massa estimada de 2,2 masses solars i una edat de 930 milions d'anys.

## Composició química
El contingut metàl·lic d'Ípsilon del Lleó és inferior al solar en un 35% ([Fe/H] = -0,19). Altres elements avaluats són relativament menys abundants que el ferro, com és el cas de gadolini i hafni. El nivell d'aquest últim metall pesant de nombre atòmic 72 amb prou feines supera una desena part del nivell solar. Entre els menys deficitaris, només el ceri aconsegueix un nivell igual al del Sol.